# 阮籍

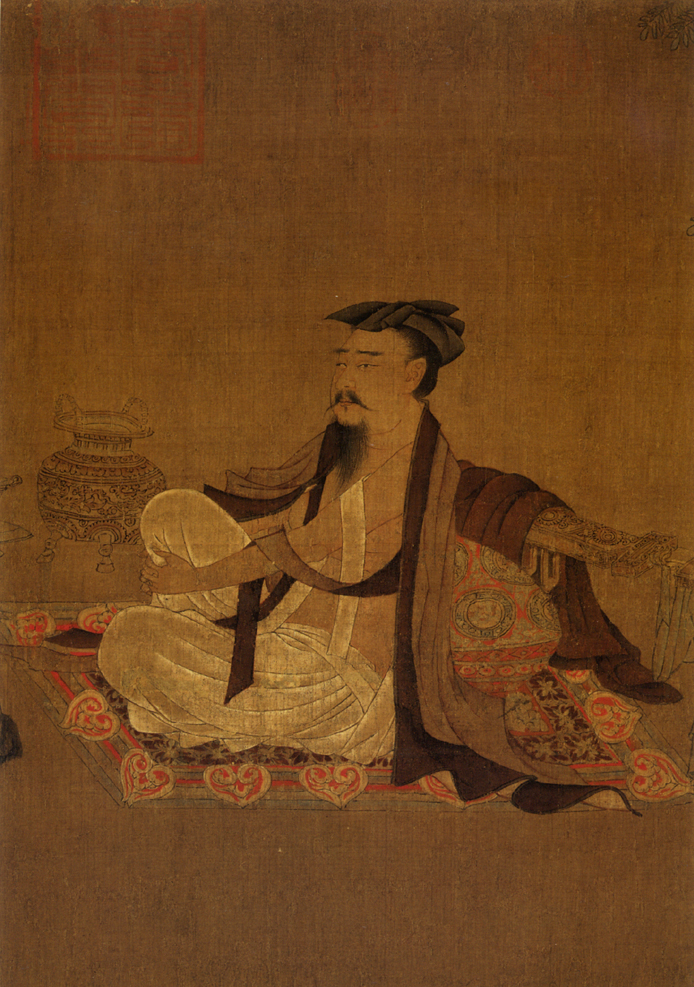
唐孙位《高逸图》阮籍像

阮籍（210年—263年），字嗣宗，陈留尉氏（今河南開封）人，三国时期魏国诗人、官员，“竹林七贤”之一。曾任步兵校尉，人稱阮步兵。與嵇康並稱嵇阮。

## 生平與思想
父親阮瑀，為曹操文吏，多出章表，位列「建安七子」之一。阮籍年幼丧父，家貧勤学，少年即通詩書。曹爽辅政时，召为参军，后任从事中郎、散骑常侍、步兵校尉等官。高贵乡公即位，封关内侯。阮籍本有輔佐天子，濟世安民之大志，但苦於時運，在司馬懿、司馬昭父子執政下任官，動輒飲酒佯狂。司马昭想为儿子司马炎求娶阮籍的女儿，阮籍连续醉酒六十多日，司马昭找不到提出求亲的机会，只得作罢。阮籍最终得以年壽終。曾登广武而叹曰：“时无英雄，使竖子成名。”
阮籍的思想可以分為兩階段。早年阮籍信奉儒家思想，自述：「昔年十四五，志尚好詩書。被褐懷珠玉，顏閔相與期。」甚至有「視彼莊周子，榮枯何足賴」的詩句，表達對於莊子想法的不認同。可是後來阮籍觀察到當時的政治現實的殘酷之後，逐漸接受老莊的思想，著有《大人先生傳》、《達莊論》等文章，批判儒學的想法。因為在那個政治險惡的年代，即使有濟世思想，作為文人也會在政治上不得意。面對同時代文人被誅殺的命運，導致對於現實的希望破滅，自然會趨於消極的避世思想。阮籍這些充滿老莊思想的文章，對當時的玄學潮流，產生了一定的影響力。
子阮浑，字长成，知名京邑。西晋太康时为太子庶子。早卒。

## 特異行徑

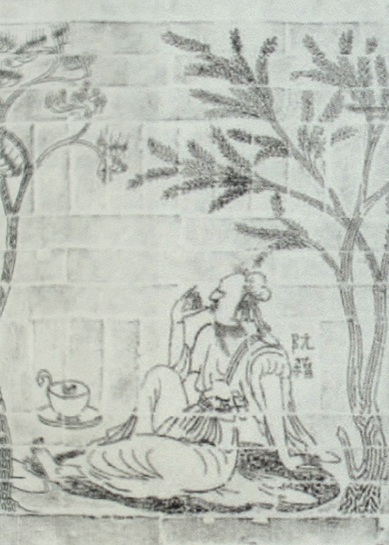
南朝砖画竹林七贤与荣启期中的阮籍形象

在《三國志·裴松之注》、《世說新語》、《晉書》裏，記錄了許多阮籍的特異的行徑，顯示了他獨特的價值觀。
以「孝道」為例，《三國志·裴松之注》記載阮籍是個很孝順的人，居喪的時候雖然不按照一般禮俗，卻因悲傷而損害健康，險些因此喪命。《世說新語》也有相似而更具體的記載，例如：阮籍曾在母親喪禮時，仍然喝酒吃肉，連在司馬昭面前也一樣，卻在下葬之際吐血数升。不僅如此，阮籍對於來弔唁的人，如裴楷、嵇喜等，也不按照禮法來接待，甚至對嵇喜作白眼；而嵇喜的弟弟嵇康聽了兄長弔喪時遇到的不愉快經驗，於是帶了琴與酒前去弔喪，阮籍才青眼以對。除了不遵守喪禮的禮法之外，阮籍對其他的禮法也呈現漠視態度。例如他對待女性，也毫不避嫌，還說：「禮豈為我設邪！」甚至在當時權勢極大的司馬昭面前，阮籍也表現得不拘禮法。
《三國志·裴松之注》記載：阮籍常常獨自駕車，漫無目的出遊，直到前方無路可走時，就痛哭而折返。

## 藝術成就

### 詠懷詩

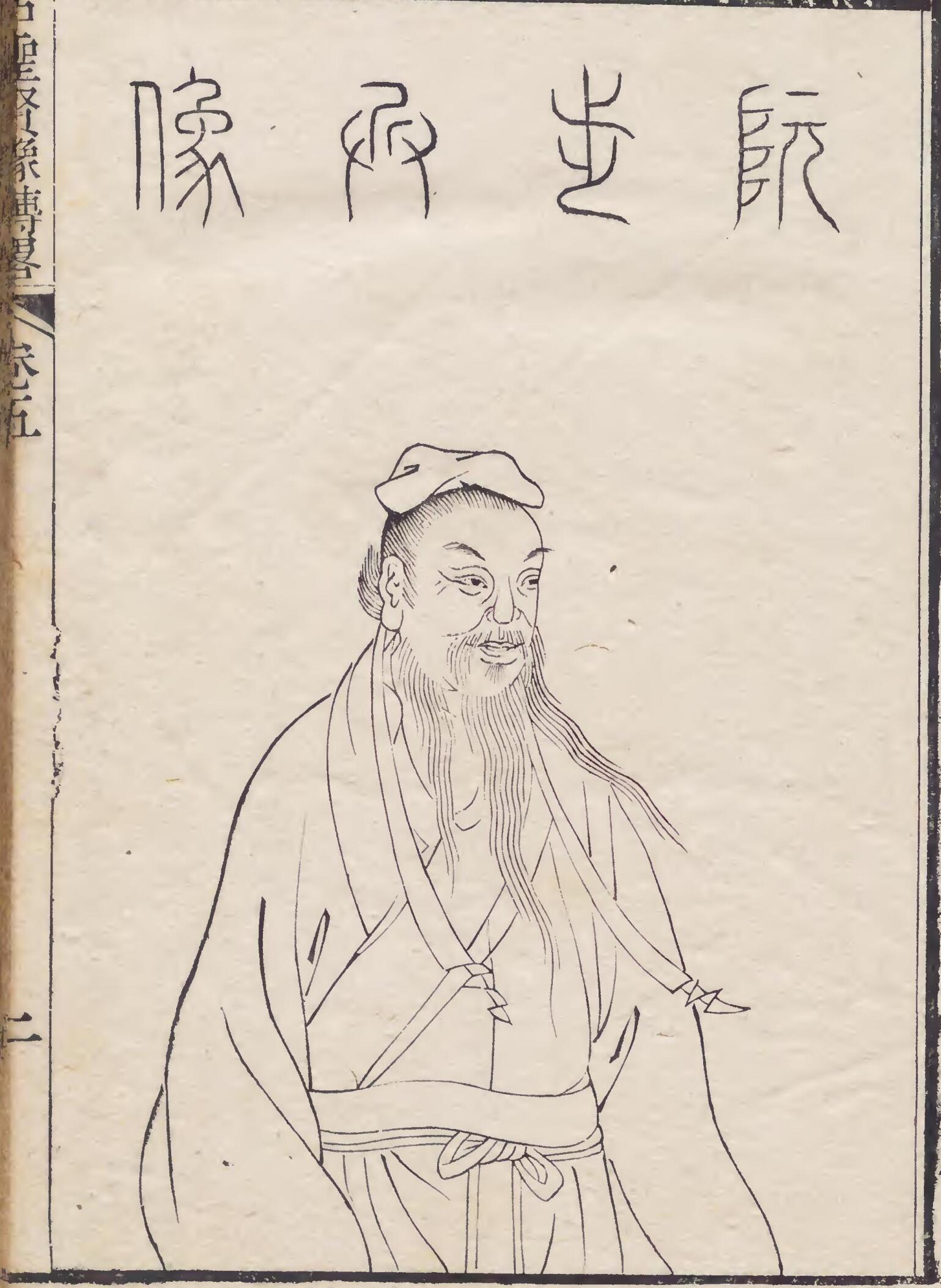
《古聖賢像傳略》阮籍像

阮籍最出名的作品是《詠懷詩八十二首》。《詠懷》是用詩歌記下外界所見所聞的種種事物、與內心感情對外界種種事物的觸發、感動。這些作品可能是阮籍晚年編集平生所作五言詩，而總題為「詠懷」。《詠懷》的第一首，被認為有序詩的作用
詠懷·其一

夜中不能寐，起坐彈鳴琴。薄帷鑑明月，清風吹我衿。孤鴻號外野，朔鳥鳴北林。徘徊將何見？憂思獨傷心。
前兩句，寫夜晚不能成眠，為了排遣，而起身彈琴；三至六句，寫所看到、感到與聽到的景象，塑造了一份寒冷、孤獨、寂寞的感發；末兩句寫徘徊與徬徨中，無可安排的憂思煩亂感情。
這首提到的「憂思」，馮沅君、陸侃如認為：「阮籍到底「憂思」些甚麼？我們縱觀他的八十多首詩，知到他所憂思的是宇宙間一切事物的『無常』。」馮沅君、陸侃如進一步舉例：這些無常，包括友誼的無常、身家生命的無常、富貴的無常、名譽的無常等。以《詠懷》第二首為例，這首詩講的是「友誼的無常」：
詠懷·其二

二妃遊江濱，逍遙順風翔。交甫懷環珮，婉孌有芬芳。猗靡情歡愛，千載不相忘。傾城迷下蔡，容好結中腸。感激生憂思，諼草樹蘭房。膏沐為誰施？其雨怨朝陽。如何金石交，一旦更離傷？
這首詩寫原先認為是美好的、可信賴的事物，最後幻滅喪失的悲哀，字面上寫的是愛情。這首詩用了許多典故（《列仙傳》、李夫人、《登徒子好色賦》、《詩經》等），前四句寫兩位仙女與年輕人鄭交甫相遇，仙女贈給交甫一隻環珮；五至八句寫女子的美貌，這美好的感情令人千載難忘；九至十二句寫事與願違，最後他們是分開了；最後二句「如何金石交，一旦更離傷」點出作者的感嘆：如果像這樣金石之交的感情都會改變的話，那我們還能夠掌握些什麼呢？

### 音樂
古琴琴曲《酒狂》传为阮籍所作。按《神奇秘谱》题解為：是曲也，阮籍所作也。籍叹道之不行，与时不合，故忘世虑于形骸之外，托兴于酗酒，以乐终身之志。其趣也若是，岂真嗜于酒耶？有道存焉，妙在于其中，故不为俗子道，达者得之。现流传最广的是1957年姚丙炎根据《神奇秘谱》打谱的版本。

## 評論

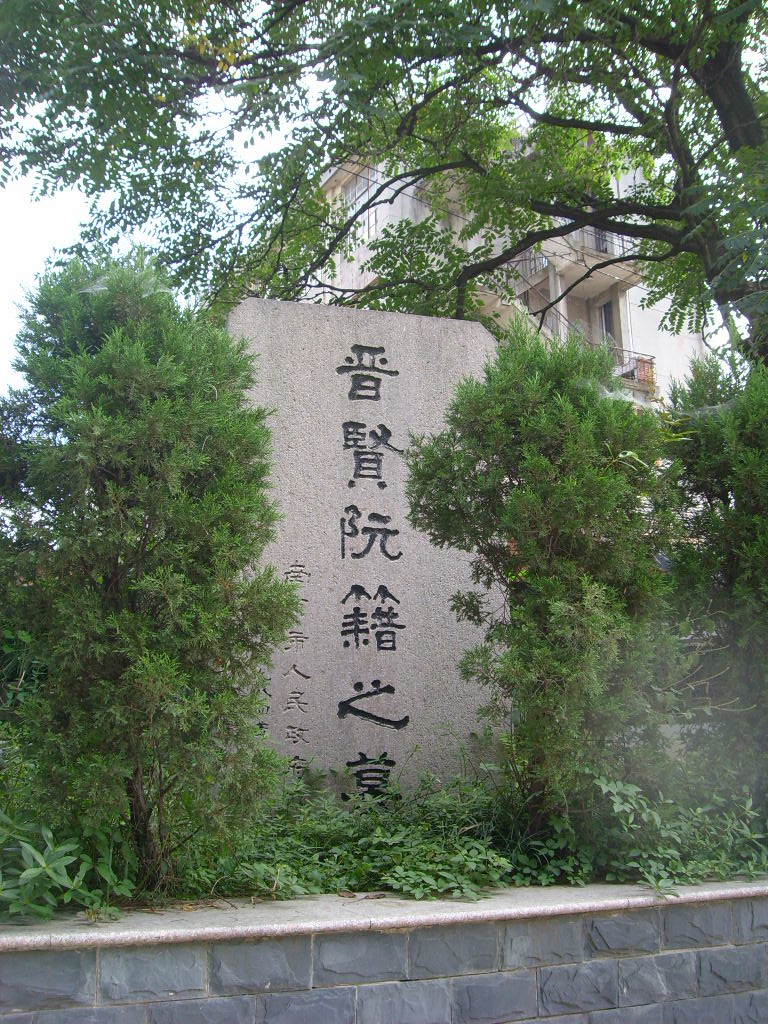
南京的阮籍衣冠冢

- 《文心雕龍》：「正始明道，詩雜仙心。何晏之徒，率多浮淺。惟嵇志清峻，阮旨遙深，故能標焉。」說明了阮籍和嵇康是為正始文學的兩位代表性詩人。
- 鍾嶸《詩品》置阮籍詩於“上品”，評曰：「詠懷之作，可以陶性靈、發幽思。言在耳目之內，情寄八荒之表。洋洋乎會於風雅，使人忘其鄙近，自致遠大。頗多感慨之詞。厥旨淵放，歸趣難求。」其中「厥旨淵放，歸趣難求」說明了阮籍的詩充滿了象徵性、神秘性，難以悟透其主旨。
- 南宋豪放派词人叶梦得很推崇嵇康的气节而对阮籍评价很差，认为阮籍依附司马氏，得到司马昭特殊保护，为公卿作劝进表，则是其依附司马氏的真情流露，甚至还说阮籍“若论于嵇康前，自宜杖死”，“籍附昭，乃裩中之虱，但偶不遭火焚耳。使王凌、毌丘俭等一得志，籍尚有噍类哉！”其憎恶之情溢于言表。

## 風格比較
阮籍與嵇康為竹林七賢的代表人物，但不同於嵇康的情感外放、激烈，甚至面臨殺身之禍時，還不願意向當權者低頭。阮籍雖然有很多不容於世俗的行為表現，例如「青白眼」、「大醉六十日」、「遭母喪，飲酒食肉」等，但個性謹慎的他，懂得明哲保身的道理。他雖然在司馬氏父子手下作官，但那並非出於他本意。正因為這樣，阮籍的內心比任何人都矛盾，對政治現實的不滿和隱忍，也讓他比任何人都痛苦，表現在詩歌上，也就形成了強烈的神秘性，隱晦是他的詩歌最大特色。《文心雕龍》評曰：『嵇志清峻，阮旨遙深』。

## 主要作品
- 《詠懷詩》

## 延伸阅读
[在维基数据编辑]
 在维基文库阅读此作者作品（ 在维基共享资源阅览影像）
 《晉書·卷049》，出自房玄齡《晉書》

## 外部連結
- 蔡宗齊：〈阮籍的象徵表現手法與詠懷體的藝術特徵 （页面存档备份，存于）〉，載中國文選學會編：《文選與文選學》（北京：學苑出版社，2003），頁398-423。
- 蕭馳：〈論阮籍《詠懷》對抒情傳統時觀之再造 （页面存档备份，存于）〉。